# Mushtaq Ahmad (1932)
Mushtaq Ahmad (Amritsar, 28 augustus 1932 - Londen, 23 april 2011) is een hockeyer uit Pakistan. 
Ahmad won met de Pakistaanse ploeg de gouden medaille tijdens de Olympische Spelen 1960 in Rome door in de finale India te verslaan. Dit was de eerste nederlaag voor India op de Olympische Spelen.

## Erelijst
- 1960 –  Olympische Spelen in Rome